# ゲイダル・マメダリエフ
ゲイダル・マメダリエフ (Gueidar Mamedaliev、1974年4月2日-)は、ロシアのレスリング選手。2004年アテネオリンピックレスリンググレコローマンスタイル55kg級の銀メダリストである。また、2002年世界選手権の同階級の金メダリストである。アゼルバイジャンのグバドル出身。